# Уэст-Нью-Йорк (Нью-Джерси)
Уэст-Нью-Йорк (англ.  West New York) — город в округе Хадсон в штате Нью-Джерси США.

## Описание
Находится в северо-восточном Нью-Джерси. Расположен вдоль реки Гудзон, рядом с Уихокеном. Район, первоначально заселённый голландцами в 1790 году, попеременно был частью Гуттенберга и Норт-Бергена  до 1898 года, когда он был отделен от Норт-Бергена как отдельный город. Расположенный примерно в 4 милях (6 км) к северу от Джерси-Сити и прямо к западу от острова Манхэттен, Нью-Йорк-Сити, он является частью порта Нью-Йорка и Нью-Джерси и имеет доки и элеваторы, обслуживающие океанские суда. Это промышленное сообщество, и его производство включает вышивку, одежду, шёлк и кожаные изделия. Инкорпорирован в 1898 году. Население в 2000 году — 45 768 жителей, в 2010 году — 49 708 жителей.

## Население
1. Н/Д[4]
2. Н/Д[5]